# Igor Dmitrijewitsch Kurnossow
Igor Dmitrijewitsch Kurnossow (russisch Игорь Дмитриевич Курносов, * 30. Mai 1985 in Tscheljabinsk; † 8. August 2013 ebenda) war ein russischer Schach-Großmeister.

## Werdegang
Kurnossow war der Sohn eines Dozenten an der Staatlichen Universität Südural und einer Programmiererin. Er lernte das Schachspiel mit vier Jahren. Schachlich betreut wurde er von verschiedenen Trainern (Andrei Kirillow, Alexander Kosyrew, Alexander Pantschenko) und konnte bereits als Jugendlicher gute Resultate vorweisen. 1999 gewann er mit einer Schulmannschaft das traditionsreiche Belaja Ladja-Turnier in Serpuchow. Im nächsten Jahr wurde er Erster bei der U18-Meisterschaft des Bildungsministeriums der Russischen Föderation in Anapa. 2003 in Sotschi wurde er russischer U18-Meister. Kurnossow studierte an der Staatlichen Universität Südural, danach an der Uraler Staatlichen Bergbauuniversität.
Die erste Norm eines Internationalen Meisters erspielte er sich 1999 bei einem Turnier in Tscheljabinsk mit Siegen über Semjon Dwoiris und Jewgeni Sweschnikow, eine weitere bei einer Etappe des Russland-Cups in Minsk 2000. Eine Wertungszahl von 2400 Elo-Punkten erreichte er erst zwischen Juli und Oktober 2001 und erhielt daraufhin den IM-Titel. Im Jahr 2003 wurde er Großmeister, die Normen dafür erzielte er 2002 beim Aluschta Autumn-Turnier und bei einem Schachfestival in Serpuchow.
Er siegte oder belegte vordere Plätze in mehreren Turnieren: II. Platz Harmonie Turnier Groningen (2003), I-V. Platz 8. offene Bayerische Meisterschaft Bad Wiessee (2004), I. Platz International Congress 2008/09 Hastings (2009), I. Platz Arctic Chess Challenge Tromsø (2009), I. Platz Politiken Cup Helsingør. Beim Aeroflot Open 2009 in Moskau gewann er gegen Şəhriyar Məmmədyarov in 21 Zügen mit Schwarz, daraufhin trat Məmmədyarov vom Turnier zurück und beschuldigte Kurnossow der Computerhilfe. Der Turnierschiedsrichter wies dies als unbegründet ab. 2011 gewann Kurnossow den Politiken Cup in Kopenhagen mit 8,5 Punkten aus 10 Partien. 2013 siegte er, jeweils nach Wertung, beim Open in Nachitschewan und dem 20. Abu Dhabi International Chess Festival.
Er spielte in der österreichischen Bundesliga am ersten Brett des SK Sparkasse Fürstenfeld. In der deutschen Bundesliga kämpfte er für den SV Wiesbaden, in der britischen 4NCL für Guildford-A&DC, in Portugal für die GD Diana. Mit Tomsk-400 gewann er die russische Mannschaftsmeisterschaft 2012 in Sotschi. Er nahm mit Tomsk-400 außerdem 2011 und 2012 am European Club Cup teil und erreichte 2012 in Eilat das drittbeste Einzelergebnis am fünften Brett.
In der Nacht zum 8. August 2013 kam Kurnossow bei einem Autounfall, in den er als Fußgänger verwickelt war, ums Leben.